# Вибор ФФ
Вѝбор Фодспортс Форенинг, кратка форма Вибор  (на датски: Viborg Fodsports Forening, [ˈʋibɒːˀ] ) е датски футболен отбор от едноименния град Вибор. Основан е през 1896 г. Играе мачовете си на стадион Вибор, който е с 9566 места. От сезон 2014 – 2015 г. се състезава в Датската Първа дивизия след като заема 12-о място и изпада от Датската суперлига. Цветовете на отбора са зелено и бяло

## Постижения
- Купа на Дания: Победител – 1999 – 2000
- Суперкупа на Дания: Победител – 2000